# Sphagoeme acuta
Sphagoeme acuta är en skalbaggsart som beskrevs av Martins och Maria Helena M. Galileo 1994. Sphagoeme acuta ingår i släktet Sphagoeme och familjen långhorningar. Inga underarter finns listade i Catalogue of Life.